# White Lake (comté d'Oneida, New York)
Pour les articles homonymes, voir White Lake.
White Lake est une census-designated place du comté d'Oneida, dans l'État de New York, aux États-Unis. En 2020, elle compte une population de 121 habitants.